# Mendozaphylus
Mendozaphylus is een geslacht van wantsen uit de familie van de Miridae (Blindwantsen). Het geslacht werd voor het eerst wetenschappelijk beschreven door Carvalho & Carpintero in 1991.

## Soorten
Het genus is monotypisch en bevat alleen de volgende soort:

- Mendozaphylus mendocinus Carvalho & Carpintero, 1991